# Kazimierz Dejmek

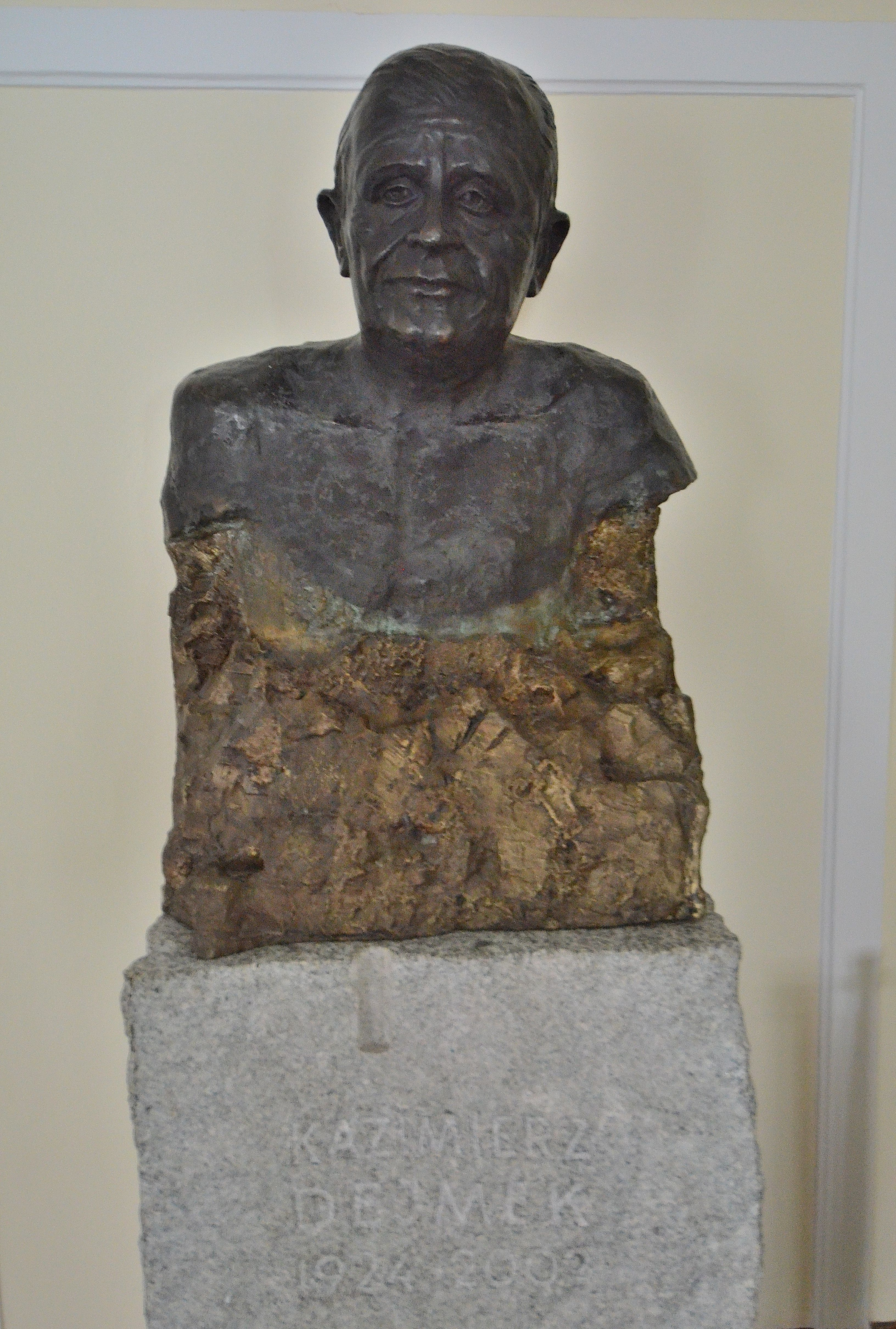
Popiersie Kazimierza Dejmka w Teatrze Polskim w Warszawie

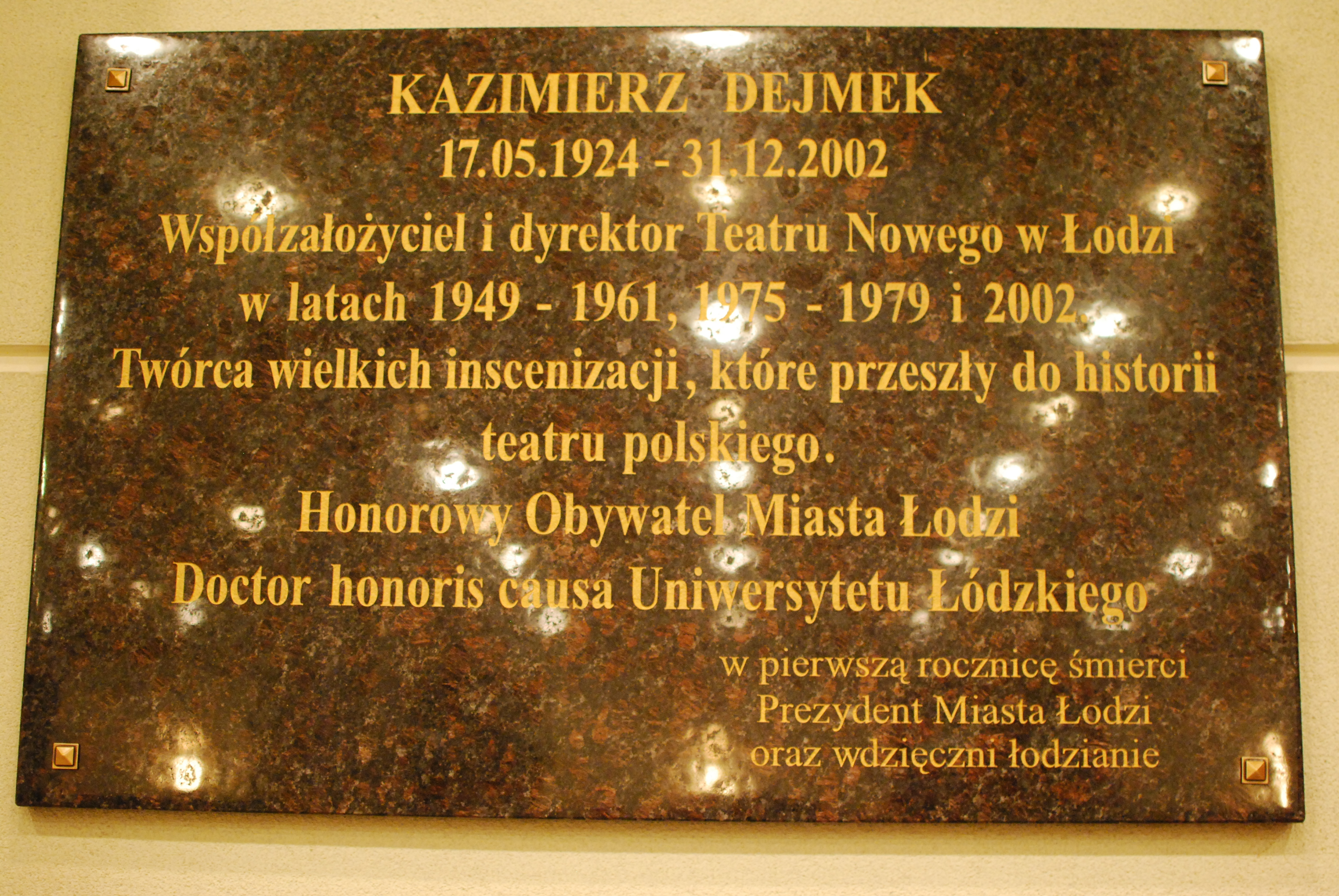
Tablica poświęcona Kazimierzowi Dejmkowi w Teatrze Nowym w Łodzi

Kazimierz Dejmek (ur. 17 maja 1924 w Kowlu, zm. 31 grudnia 2002 w Warszawie) – polski reżyser i aktor teatralny, minister kultury i sztuki w latach 1993–1996, poseł na Sejm II kadencji.

## Życiorys

### II wojna światowa i wykształcenie
Był synem pochodzącego z Czech Henryka Dejmka. W czasie II wojny światowej był członkiem Stronnictwa Ludowego „Roch”, w 1943 został partyzantem, działał w Batalionach Chłopskich i Armii Krajowej. W 1944 został zdemobilizowany. W tym samym roku w Teatrze Ziemi Rzeszowskiej zadebiutował jako aktor w roli Jaśka w Weselu Stanisława Wyspiańskiego. W latach 1945–1946 występował w Teatrze Dolnośląskim w Jeleniej Górze.
Ukończył gimnazjum w Rzeszowie, a w 1946 zdał eksternistyczny egzamin aktorski. W tym samym roku trafił do Teatru Wojska Polskiego w Łodzi, w którym występował do 1949. Jednocześnie studiował jako wolny słuchacz w Państwowej Wyższej Szkole Teatralnej w Łodzi.

### Teatr Nowy w Łodzi
W 1949 wspólnie z Januszem Warmińskim i „Grupą Młodych Aktorów” zorganizował warsztaty teatralne, podczas których powstał pomysł stworzenia nowoczesnego teatru politycznego, realizującego program realizmu socjalistycznego, działającego pod wspólnym kierownictwem reżyserów i aktorów. Idea ta została zrealizowana przez powołanie Teatru Nowego w Łodzi, którego działalność zainaugurowano wystawieniem 12 listopada 1949 socrealistycznej sztuki czechosłowackiej Brygada szlifierza Karhana Vaška Kani.
W 1950 został dyrektorem i kierownikiem artystycznym Teatru Nowego. 7 kwietnia 1951 zadebiutował jako samodzielny reżyser Poematem pedagogicznym Antona Makarenki. Wypełniający rygory realizmu socjalistycznego i wystawiający „zaangażowane” sztuki polityczne Teatr Nowy cieszył się zaufaniem i poparciem władz państwowych. Niezależnie od tego spektakle w reżyserii Kazimierza Dejmka otrzymywały pozytywne recenzje za walory artystyczne i wysoki poziom sztuki aktorskiej opartej na metodzie Stanisławskiego. Wraz z przemianami politycznymi w kraju repertuar Teatru Nowego zaczął tracić swój socrealistyczny charakter. Etap odchodzenia od socrealizmu rozpoczął się w 1954 wraz z wystawieniem Łaźni Władimira Majakowskiego.
Tzw. odwilż w życiu politycznym i społecznym kraju przyjęta została w Teatrze Nowym wystawieniem 14 września 1956 wyreżyserowanej przez Kazimierza Dejmka w formie ironicznego komentarza do rzeczywistości sztuki Jerzego Andrzejewskiego i Jerzego Zagórskiego Święto Winkelrieda. Rozliczeniowy charakter miała również inscenizacja opowiadania Jerzego Andrzejewskiego Ciemności kryją ziemię z 1957.
Wystawiając w 1958 Żywot Józefa Mikołaja Reja, po raz pierwszy zajął się dramatem staropolskim, do którego wielokrotnie powracał w swojej twórczości reżyserskiej. Jednocześnie starał się unikać polskiego i zagranicznego dramatu współczesnego, od czego jednak czynił wyjątki (m.in. Wizyta starszej pani Friedricha Dürrenmatta z 1958). W działalności reżyserskiej istotne miejsce zajmowały natomiast dzieła klasyki polskiego dramatu, m.in. Noc listopadowa (1956 i 1960) i Akropolis (1959) Stanisława Wyspiańskiego oraz Barbara Radziwiłłówna Alojzego Felińskiego (1958), czy literatury antycznej jak Obrona Sokratesa Platona (1960) i Żaby Arystofanesa (1961). W czasie swojej pracy w Teatrze Nowym wyreżyserował również Juliusza Cezara Williama Szekspira (1960) i Trzy siostry Antona Czechowa (1961).

### Teatr Narodowy w Warszawie
W 1962 objął funkcję dyrektora naczelnego i artystycznego Teatru Narodowego w Warszawie. Podobnie jak w Teatrze Nowym wystawiał głównie klasykę polską. Swą działalność w Warszawie rozpoczął od premiery Słowa o Jakubie Szeli Brunona Jasieńskiego z kreacją Ignacego Machowskiego w roli tytułowej. Po tym wydarzeniu nastąpiła ponowna inscenizacja wystawionych wcześniej w Łodzi tekstów staropolskich: Historyi o chwalebnym zmartwychwstaniu pańskim Mikołaja z Wilkowiecka (1962) i Żywota Józefa (1965). Reżyserował także spektakle na podstawie dramatów antycznych (inscenizacje Agamemnona Ajschylosa, Elektry Eurypidesa i Żab).
Jego działalność w Teatrze Narodowym nie pozostawała bez związku z bieżącą sytuacją polityczną w kraju. Protesty Episkopatu Polski wywołała inscenizacja dramatu Rolfa Hochhutha pt. Namiestnik odnoszącego się do postawy Watykanu wobec zagłady Żydów w czasie II wojny światowej. Premiera Namiestnika odbyła się w kwietniu 1966, a zatem w czasie konfliktu władz państwowych z Kościołem katolickim wokół obchodów Tysiąclecia Państwa Polskiego i Milenium chrztu Polski.
W 1965 zajął się repertuarem romantycznym, reżyserując Kordiana Juliusza Słowackiego. W roli tytułowej wystąpił wówczas Ignacy Gogolewski, a obok niego m.in. Stanisław Zaczyk (Car) i Ignacy Machowski (Wielki Książę Konstanty).
Kolejną próbą wystawienia dramatu romantycznego w Teatrze Narodowym były Dziady Adama Mickiewicza. Premiera spektaklu, która odbyła się 25 listopada 1967, miała uświetnić obchody 50. rocznicy rewolucji październikowej. Spektakle stały się głośnym wydarzeniem artystycznym. Chwalono kreację Gustawa Holoubka w roli Gustawa-Konrada, a także scenografię autorstwa Andrzeja Stopki. Walory artystyczne inscenizacji zostały jednak przyćmione przez jej polityczne reperkusje. Wbrew intencjom reżysera, Dziady zostały przez władze PRL uznane za „antyrosyjskie” i „antyradzieckie”, a I sekretarz Komitetu Centralnego Polskiej Zjednoczonej Partii Robotniczej Władysław Gomułka publicznie zaatakował twórców inscenizacji. 30 stycznia 1968 sztukę zdjęto z afisza. Ta decyzja wywołała protesty i demonstracje z udziałem studentów, poprzedzające wydarzenia marca 1968. Kazimierza Dejmka zaś usunięto z PZPR (do której należał od 1951), a następnie zwolniono ze stanowiska dyrektora Teatru Narodowego.

### Emigracja i działalność po powrocie do Polski

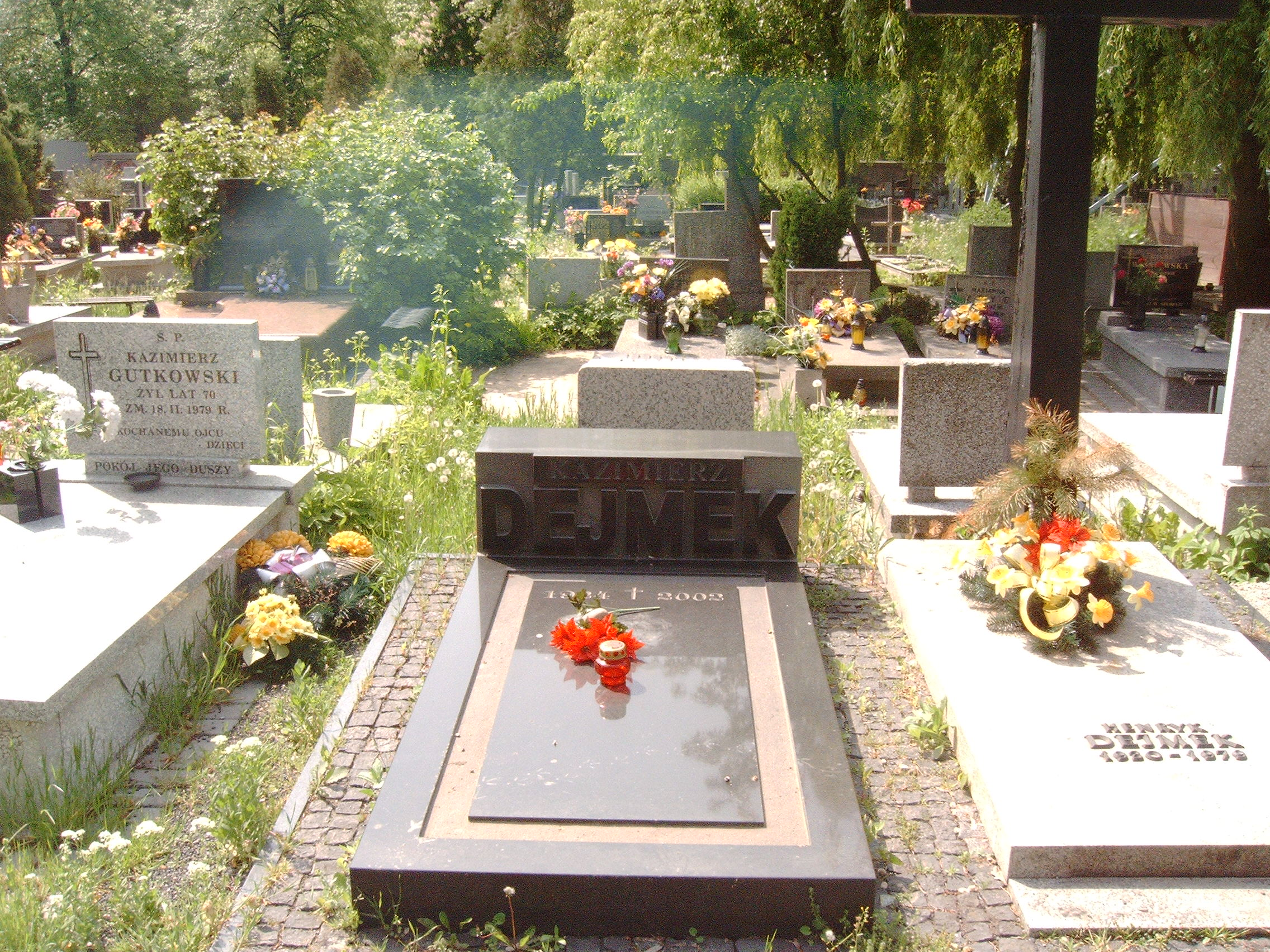
Grób reżysera na cmentarzu Doły w Łodzi

W latach 1969–1973 reżyserował za granicą, m.in. w Teatrze Narodowym w Oslo, w Schauspielhaus w Düsseldorfie, w Burgtheater w Wiedniu i Piccolo Teatro w Mediolanie. Do kraju powrócił w 1972.
W latach 1972–1974 współpracował z Teatrem Wielkim w Łodzi i Teatrem Dramatycznym w Warszawie. W 1974 powrócił do Teatru Nowego w Łodzi, a w 1975 ponownie objął funkcję dyrektora tej sceny. Kierując w latach 1975–1979 tą placówką, wyreżyserował m.in. Operetkę Witolda Gombrowicza (1975), Garbusa (1975) i Vatzlava Sławomira Mrożka (1979) czy Wielkiego Fryderyka Adolfa Nowaczyńskiego (1977). Po raz kolejny zwrócił się ku tekstom staropolskim, reżyserując w 1975 w Teatrze Nowym oparte na anonimowych apokryfach przedstawienie Dialogus de Passione poruszające wątek Męki Pańskiej. Pierwsza próba wystawienia przez niego tej sztuki w Polsce w 1969 w Teatrze Ateneum w Warszawie została uniemożliwiona przez cenzurę. Reżyserował także przedstawienia operowe, m.in. Diabły z Loudun Krzysztofa Pendereckiego w Teatrze Wielkim w Warszawie (1975).
W latach 1981–1995 pełnił funkcję dyrektora naczelnego i artystycznego Teatru Polskiego w Warszawie, gdzie wystawiał m.in. dramaty Sławomira Mrożka: Ambasadora (1981 i 1987), Vatzlava (1982), Letni dzień (1984), Kontrakt (1986), Portret (1987) i Szczęśliwe wydarzenie (1993). W repertuarze znalazły się także inne sztuki w jego reżyserii, m.in. Wyzwolenie (1982) i Wesele (1984 i 1991) Stanisława Wyspiańskiego, Zemsta Aleksandra Fredry (1983 i 1988), Romulus Wielki Friedricha Dürrenmatta (1985) oraz Rewizor Nikołaja Gogola (1989).
Na początku lat 80. część środowiska aktorskiego aktywnie wspierała „Solidarność”. Kazimierz Dejmek dystansował się od politycznej działalności aktorów. W czasie stanu wojennego występował w obronie represjonowanych twórców, jednak nie poparł zorganizowanego przez środowisko aktorskie bojkotu Telewizji Polskiej. Jego postawa w tym czasie była niejednokrotnie krytykowana zarówno przez władze, jak i przez część środowisk teatralnych związanych z opozycją. Sam reżyser unikał jednoznacznego opowiedzenia się za którąś ze stron konfliktu. Wyrazem tej postawy były udział w pracach Rady Konsultacyjnej przy przewodniczącym Rady Państwa Wojciechu Jaruzelskim w latach 1986–1989 oraz objęcie w 1988 funkcji prezesa kontrolowanego przez władze Związku Artystów Scen Polskich (podczas gdy działał także nielegalny ZASP skupiający artystów związanych z opozycją). Na początku 1989 przyczynił się do porozumienia obu organizacji, a następnie przekazał funkcję prezesa wybranemu na zjednoczeniowym zjeździe w październiku 1989 Andrzejowi Łapickiemu.

### Działalność w III RP
W wyborach parlamentarnych w 1993 został wybrany do Sejmu II kadencji z listy Polskiego Stronnictwa Ludowego. W latach 1993–1996 pełnił funkcję ministra kultury i sztuki w rządach Waldemara Pawlaka i Józefa Oleksego.
Do działalności teatralnej wrócił w 1997, zaś w 2001 po raz ostatni powrócił do łódzkiego Teatru Nowego, w którym wyreżyserował Sen Pluskwy Tadeusza Słobodzianka. Zmarł na kilka tygodni przed przygotowywaną premierą Hamleta Szekspira (odbyła się ona 30 stycznia 2003). Został pochowany na cmentarzu Doły w Łodzi (XVI/36/7).

## Życie prywatne
Pierwszą żoną Kazimierza Dejmka była aktorka Irena Remiszewska, z którą miał córkę Barbarę. Drugą żoną była aktorka Danuta Mniewska, z którą miał syna Piotra (aktora, producenta filmowego i telewizyjnego). Trzecią żoną została Anna Płoszaj, kierownik muzyczny Teatru Nowego w Łodzi.

## Odznaczenia, wyróżnienia i upamiętnienie
- 1952 – Order Sztandaru Pracy II klasy, nadany zarządzeniem z 22 lipca 1952, za zasługi położone dla Narodu i Państwa w dziedzinie kultury i sztuki[5]
- 1953 – Nagroda Państwowa III stopnia
- 1955 – Medal 10-lecia Polski Ludowej[6]
- 1955 – Krzyż Oficerski Orderu Odrodzenia Polski, nadany uchwałą z 11 lipca 1955, za zasługi w dziedzinie kultury i sztuki[7]
- 1955 – Nagroda Państwowa II stopnia (za działalność artystyczną w Państwowym Teatrze „Nowym” w Łodzi)[8]
- 1957 − Nagroda im. Tadeusza Boya-Żeleńskiego za inscenizację Święta Winkelrieda w Teatrze Nowym w Łodzi
- 1958 − Nagroda Miasta Łodzi za zasługi artystyczne oraz za trwały wkład w rozwój teatru w Polsce[9]
- 1959 – Krzyż Komandorski Orderu Odrodzenia Polski
- 1960 – Honorowa Odznaka Miasta Łodzi[10][11]
- 1967 – Odznaka 1000-lecia Państwa Polskiego
- 1976 − Nagroda im. Tadeusza Boya-Żeleńskiego za reżyserię Operetki Witolda Gombrowicza w Teatrze Nowym w Łodzi
- 1978 – Nagroda im. Herdera za wkład w kulturę europejską
- 1981 – Odznaka „Zasłużony Działacz Kultury”
- 1981 – Nagroda Ministra Kultury i Sztuki I stopnia za całokształt osiągnięć artystycznych w dziedzinie reżyserii
- 1984 – Medal 40-lecia Polski Ludowej
- 1984 – Nagroda Państwowa I stopnia (za wybitne osiągnięcia reżyserskie i inscenizacyjne polskich sztuk współczesnych)
- 1984 – Nagroda im. Stanisława Ignacego Witkiewicza (Nagroda Sekcji Krytyków Teatralnych)
- 1987 – Odznaka tytułu honorowego „Zasłużony dla Kultury Narodowej”
- 1989 – Krzyż Wielki Orderu Odrodzenia Polski
- 1993 – „Kowadło”, nagroda krakowskiej Kuźnicy za wybitny wkład w rozwój sztuki teatru
- 1993 – Odznaka ZAiKS-u[12]
- 2000 – tytuł honorowego obywatela Łodzi[13]
- 2002 – tytuł doktora honoris causa Uniwersytetu Łódzkiego[14]
- 2008 – patron Teatru Nowego w Łodzi